# Federazione di rugby a 15 del Portogallo
La Federação Portuguesa de Rugby (Federazione portoghese di rugby) è l'organo di governo del rugby a 15 in Portogallo.
È stata fondata nel 1926 ed è stata affiliata all'International Rugby Board nel 1988.